# Arthur Nicolson
Arthur Nicolson (ur. 19 września 1849 w Londynie zm. 5 listopada 1928 tamże) – brytyjski arystokrata (1. baron Carnock), dyplomata oraz polityk.
Nicolson był wielokrotnym ambasadorem Wielkiej Brytanii m.in. w Hiszpanii oraz Rosji a także pracownikiem ambasad w Niemczech oraz Turcji. Arthur Nicolson pełnił także dwukrotnie rolę sekretarza w ministerstwie spraw zagranicznych. Swoją polityczną karierę zakończył w 1916 po czym przeszedł na polityczną emeryturę.
Synem Arthura Nicolsona był Harold Nicolson, pisarz oraz mąż angielskiej pisarki oraz nowelistki, Vity Sackville-West. Nicolson był absolwentem szkoły w Rugby i uniwersytetu w Oksfordzie.
Arthur Nicolson zmarł w roku 1928 w wieku 79 lat.

## Kariera
- Sekretarz Ministerstwa Spraw Zagranicznych – 1870–1874
- Sekretarz lorda Granville’a – 1872–1874
- Pracownik ambasady brytyjskiej w Berlinie – 1874–1876
- Pracownik ambasady brytyjskiej w Pekinie – 1876–1878
- Brytyjski Chargé d'affaires w Atenach – 1884–1885
- Brytyjski Chargé d'affaires w Teheranie – 1885–1888
- Konsul generalny w Budapeszcie – 1888–1893
- Pracownik ambasady brytyjskiej w Konstantynopolu – 1894
- Minister Tangeru – 1894–1904
- Ambasador brytyjski w Hiszpanii – 1904
- Ambasador brytyjski w Rosji – 1906–1910
- Sekretarz Ministerstwa Spraw Zagranicznych – 1910–1916